# Museu de Arte Nesterov
O Museu de Arte do Estado de Bashkir em homenagem a M.V. Nesterov (em russo:  Башкирский государственный художественный музей имени М. В. Нестерова) é um museu de arte em Ufa. Fundado em 5 de janeiro de 1919, inaugurado exatamente um ano depois, em 5 de janeiro de 1920 .

## História

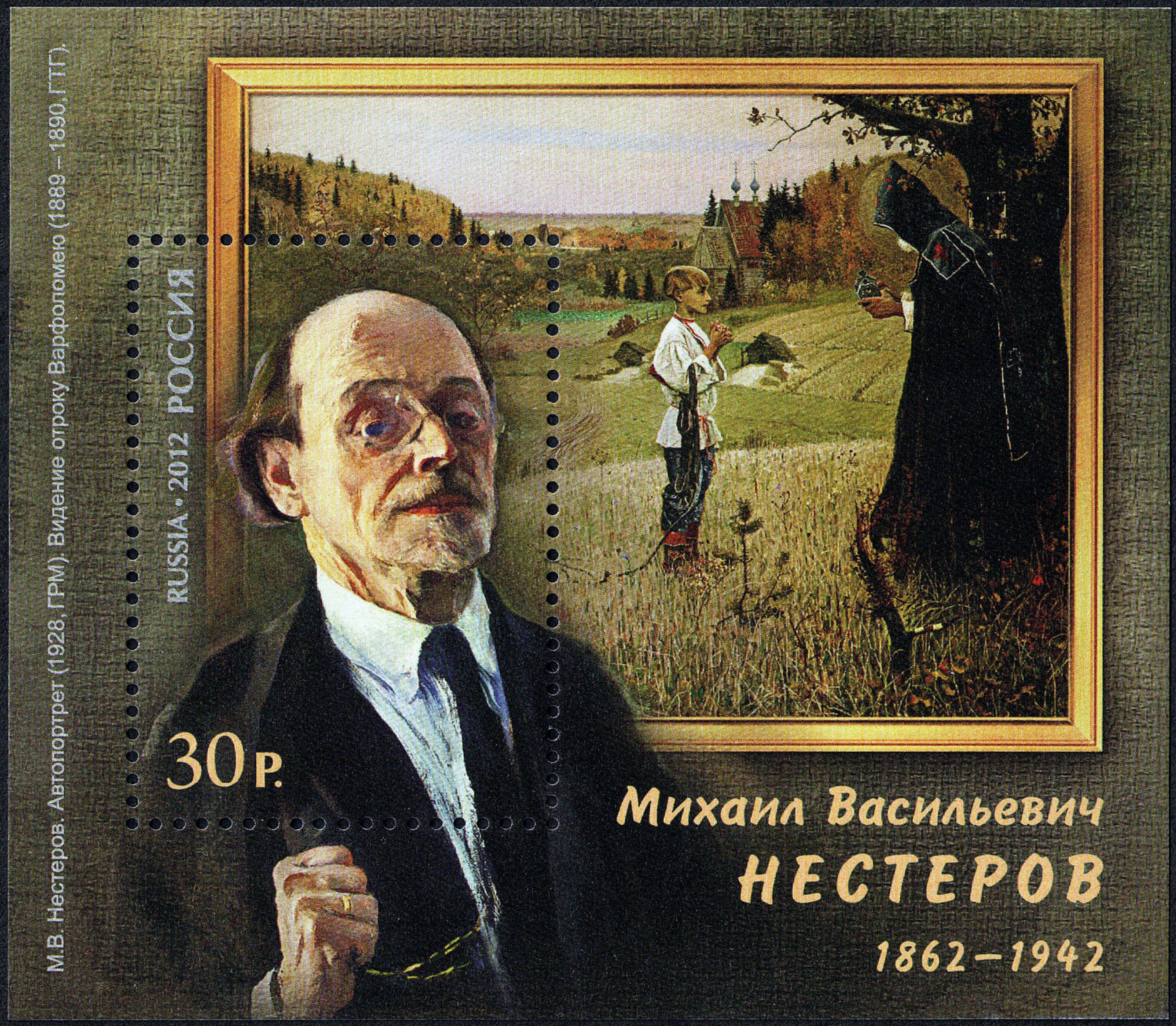
Selo comemorativo russo 2012 em homenagem a Nesterov

Em 1913, M. B. Nesterov, natural de Ufa, presenteou sua cidade natal com uma coleção única de obras de pintores russos da segunda metade do século XIX - início do século XX, bem como cerca de trinta de suas próprias pinturas. A coleção incluía obras de mestres famosos como Shishkin, Levitan, Yaroshenko, Korovin, Benois, Polenov, Arkhipov e muitos outros. As autoridades da Ufa pretendiam colocar a exposição nas praças da Casa do Povo de Aksakov, que estava em construção, mas sua construção foi significativamente atrasada devido aos eventos da Primeira Guerra Mundial e às revoluções de 1917 . Portanto, até 1919, a assembléia de Nesterov foi mantida em Moscou.
Em 7 de novembro de 1919, após a libertação de Ufa de Kolchakites, o Comitê Revolucionário da província de Ufa estabeleceu, por resolução especial, a fundação do Museu Artístico Proletário da Revolução de Outubro na cidade. Como a casa do povo Aksakovsky ainda não estava concluída, a casa do comerciante de madeira M.A. Laptev foi alocada para o museu. A abertura foi precedida por um transporte difícil da coleção de Nesterov para Ufa de Moscou, através de um Rússia - turbulenta, faminta e destruída pela Guerra Civil. Esta tarefa foi colocada nos ombros de um amigo e compatriota do artista, o famoso arquiteto I.E. Bondarenko. Ao chegar a Ufa, ele foi encarregado da administração do museu, que foi inaugurado em janeiro de 1920.
Graças à energia de I.E. Bondarenko, que literalmente transformou a cidade inteira em busca de novas obras, em maio de 1920, a coleção do museu tinha 1.500 exposições e a biblioteca com 2.500 volumes. Nas décadas de 1920 e 1930, o museu foi reabastecido ativamente com exposições dos fundos de Moscou e Petrogrado. Então, os trabalhos de K. A. Korovin, P. V. Kuznetsov, L. V. Turzhansky, I. N. Kramskoi, V. G. Perov, M. A. Vrubel, V. A. Serov, M. F. Larionov, N. S. Goncharova e muitos outros artistas famosos. De particular valor para a coleção de pinturas antigas da Rússia foram os ícones recebidos em 1921, através do Fundo de Museus de Moscou, do maior colecionador e restaurador G. O. Chirikova .
A área de exposição do museu é de 391 m², o número total de unidades de armazenamento é superior a 10.000 - pinturas de M. B. Nesterov, também são apresentadas uma coleção de arte russa antiga e pintura russa do século XIX - início do século XX, arte moderna e arte decorativa e aplicada de Barcorstão. Há ainda uma coleção de arte da Europa Ocidental e Oriental.

### Nomes dos museus
Desde 1919, o Museu Proletário de Arte Ufa em homenagem a A Revolução de Outubro, de 1921, o Museu de Arte Ufa do Proletário, de 1922, o Museu de Arte de Ufa, de 1929, o Museu de Arte do Estado de Barcorstão (em 1954, em homenagem a M. V. Nesterov), e de 1994 o Museu de Arte do Estado, em homenagem a M.V. Nesterova da República do Bascortostão, desde 1998 o Museu de Arte do Estado de Barcorstão M. B. Nesterova.

## Ramos
- Meleuz (Rua Karl Marx, 68)
- Galeria de Arte Neftekamsk "Miras" (Neftekamsk, Rua Stroiteley, 89)
- Galeria de arte de Sterlitamak (Sterlitamak, Rua Kommunisticheskaya, 84)
- Sala de exposições "Izhad" (Ufa, rua Kosmonavtov, 22)
- Galeria de fotos na vila de Voskresenskoye, distrito de Meleuzovsky

## Coleção museu
Atualmente, o museu tem pinturas de artistas famosos de Bashkortostan A. Tyulkina, D. Burliuk, R. Nurmukhametova, A. Kuznetsova ‚ A. Lutfullina, F. Kashcheeva A. Sitdikova, R. Halitova, B. Domashnikova, A. Burzyantseva A. Panteleeva, V. Pustarnakova, gravuras de R. Gumerova B. Palekh, E. Saitova, M. Yelgashtina, esculturas de V. Morozova, T. Nechaeva B. Fuzeeva A. Shutova, obras de mestres da arte teatral e decorativa A. Arslanova, G. Imasheva .
Entre artistas domésticos - pinturas de M. Nesterov, I. Repin, M. Vrubel, I. Aivazovsky, V. Serov, I. Levitan, A. Savrasov, A. Korovin, desenhos de B. Kustodiev, E. Lansere, F. Malyavin, escultura de P. Antokolsky. O maior valor é referente as 60 obras que M. Nesterov doou ao museu.
Ícones antigos, primeiros livros impressos e manuscritos, objetos de arte decorativa. A pintura russa antiga são exibidos no museu pertencentes a várias escolas de pintura de iconografias. A exposição do museu tem dois ícones do ranking Deesis (linhas na iconostase): “Nossa Senhora” e “João Batista”, de um artista desconhecido do final do século XVI.
A coleção do museu consiste em mais de 4.000 exposições de todos os tipos de arte. A biblioteca científica tem mais de 10.000 livros.